# サンライザーズ・ハイデラバード
サンライザーズ・ハイデラバード（英: Sunrisers Hyderabad、略称：SRH）は、インディアン・プレミアリーグ（IPL）所属のプロクリケットチーム。本拠地はインドのテランガーナ州ハイデラバード。

## 概要
2012年に創立。IPLでは2016年に初優勝した。ホームスタジアムはラジーヴ・ガンディー国際クリケット・スタジアム。収容人数は55,000。

## 所属選手
- シャキブ・アル・ハサン　2018-

## 成績

### IPL
- 2013年 - プレーオフ敗退
- 2014年 - グループステージ敗退
- 2015年 - グループステージ敗退
- 2016年 - 優勝
- 2017年 - プレーオフ敗退
- 2018年 - 準優勝
- 2019年 - プレーオフ敗退